# Robert Staughton Lynd
Robert Staughton Lynd (Albany, 26 de Setembro de 1892 - Nova Iorque, 1 de Novembro de 1970) foi um sociólogo americano e professor da Universidade de Columbia, na cidade de Nova York. 

## Carreira
Ele é mais conhecido por conduzir os primeiros estudos de Middletown de Muncie, Indiana, com sua esposa, Helen Lynd; como co-autor de Middletown: A Study in Contemporary American Culture (1929) e Middletown in Transition: A Study in Cultural Conflicts (1937); e pioneira no uso de pesquisas sociais. Ele também foi o autor de Knowledge for What? The Place of the Social Sciences in American Culture (1939). Além de escrever e pesquisar, Lynd lecionou em Columbia de 1931 a 1960. Ele também atuou em comitês e conselhos consultivos do governo dos Estados Unidos, incluindo o Comitê de Pesquisa sobre Tendências Sociais do presidente Herbert Hoover e o Conselho Consultivo de Consumidores do presidente Franklin D. Roosevelt da Administração de Recuperação Nacional. Lynd também foi membro de várias sociedades científicas.

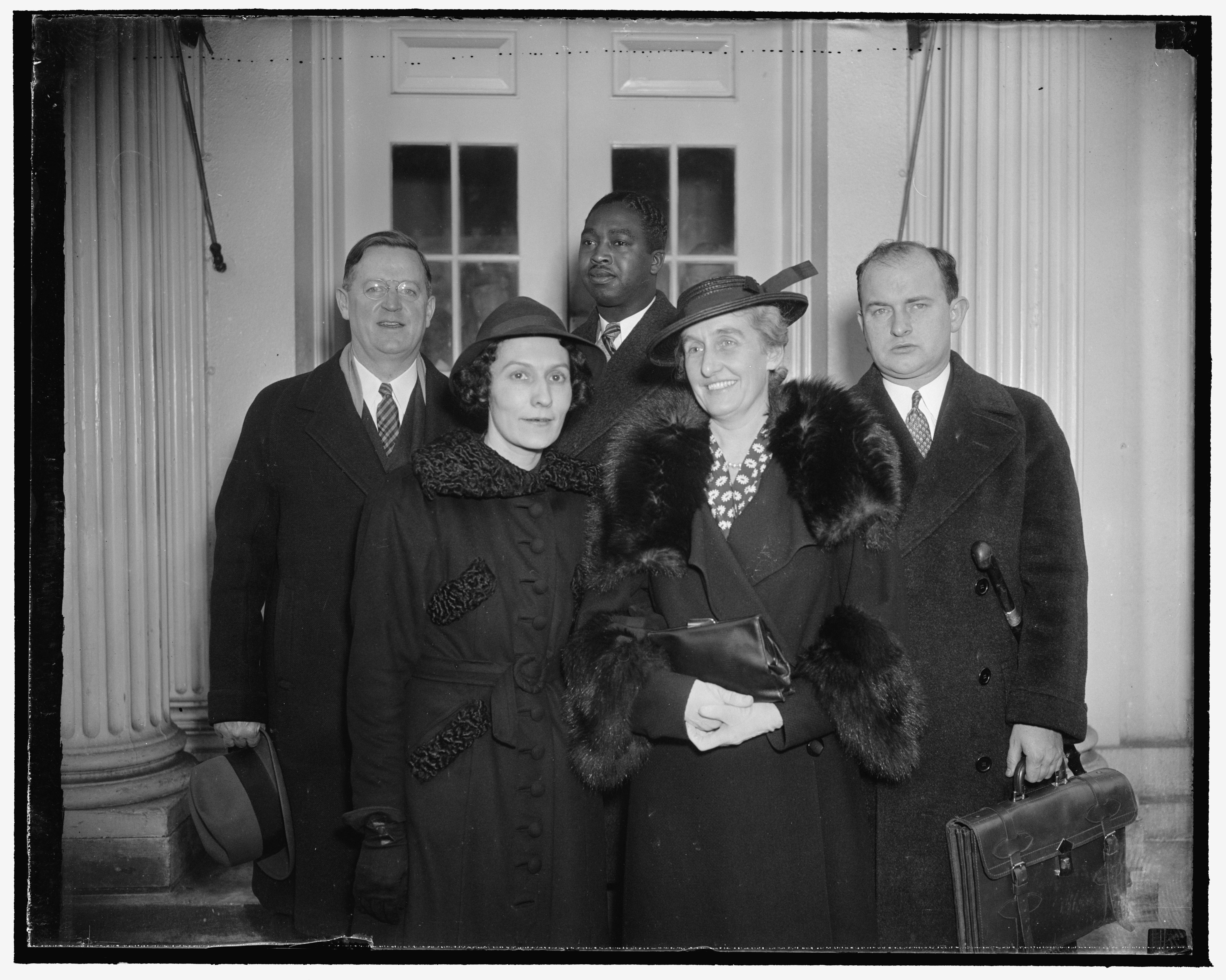
Em 24 de fevereiro de 1938, uma delegação da Federação Nacional de Consumidores apresentou ao presidente Roosevelt um programa de quatro pontos visando o estabelecimento de uma Agência Central de Consumidores no governo federal. Na fotografia, da esquerda para a direita: (fila da frente) Felice Louria e Helen Hall. Fila de trás, da esquerda para a direita: Robert S. Lynd, BF McLaurin e Michael Quill; da Biblioteca do Congresso

## O pensamento de Lynd
In Knowledge for What?, ele argumenta que a cultura americana mantém suposições pendentes e contraditórias, como as mulheres serem "as melhores criaturas de Deus", enquanto também são consideradas inferiores aos homens em termos de poder de raciocínio.

## Trabalhos publicados selecionados
- "Crude Oil Religion" (Harpers, 1922)[8]
- "Done in Oil" (Survey, 1922)[9]
- Middletown: A Study in Contemporary American Culture (New York: Harcourt, Brace, 1929), em coautoria com Helen Lynd
- "The Consumer Becomes a 'Problem'" (Annals of the American Academy of Political and Social Science, 1934)[10]
- Middletown in Transition (New York: Harcourt, Brace, 1937), em coautoria com Helen Lynd
- Knowledge for What?  The Place of the Social Sciences in American Culture (Princeton, New Jersey: Princeton University Press, 1939)
- "Power in the United States" (The Nation, May 12, 1956)
- "Power in American Society as Resource and Problem", Arthur W. Kornhauser, eds., Problems of Power in American Society (Detroit, Wayne State University Press, 1957)[11]